# Ongghonia dashzevegi
Ongghonia dashzevegi — викопний вид ссавців ряду Лептиктиди (Leptictida), що існував в олігоцені в Східній Азії. Скам'янілі рештки тварини знайдено у відкладеннях формації Улан-Хонгіл у пустелі Гобі, Монголія.